# ジョアン・フォンセカ
ジョアン・フランカ・ギマラエス・フォンセカ（João Franca Guimarães Fonseca, 2006年8月21日 - ）は、ブラジルのリオデジャネイロ州リオデジャネイロ出身の男子プロテニス選手。ATPランキング自己最高位はシングルス47位、ダブルス431位。これまでにATPツアーでシングルス1勝を挙げている。身長185cm、体重73kg。右利き、バックハンド・ストロークは両手打ち。

## 選手経歴

### 2023年 全米ジュニア優勝
2023年の全豪オープンジュニアに出場し、ダブルスでアレクサンダー・ブロックスとのペアで準優勝した。全米オープンジュニアではシングルスの決勝でラーナー・ティエンに勝利して優勝した。
リオ・オープンのシングルスにワイルドカードで、ダブルスにラッキールーザーとして出場し、ATPツアー初出場を果たした。

### 2024年 チャレンジャーツアー初優勝、Next Gen ATPファイナルズ優勝
リオ・オープンにワイルドカードで出場し、1回戦で第7シードのアルトゥール・フィスにストレートで勝利。ATPツアー500での初勝利となった。また、2006年生まれの選手では初のATPツアー勝利となった。2回戦でもクリスチャン・ガリンにストレートで勝利し、ベスト8に進出。これにより大会前は655位だったATPランキングを300位上げ、史上最年少でのトップ350入りを果たした。チリ・オープンにワイルドカードで出場した後、予定していたバージニア大学への進学を取りやめプロ転向することを発表した。
3月、ATPチャレンジャーツアーのパラグアイ・オープンで準優勝。ATPランキングを50位以上上げ、トップ300入りを果たした。ワイルドカードで出場したルーマニア・オープンでは第6シードのロレンツォ・ソネゴ、ラドゥ・アルボットに勝利し、ATPツアー2度目のベスト8進出を果たした。ムチュア・マドリード・オープンにワイルドカードで出場し、ATPツアー・マスターズ1000初出場を果たし、1回戦でアレックス・ミケルセンに勝利した。
12月に開催されたネクストジェネレーション・ATPファイナルズでは参加者の中でATPランキングが最も低かったが、全勝優勝を成し遂げた。

### 2025年 グランドスラム初出場、ATPツアー初優勝、トップ70入り
2025年1月、チャレンジャーツアーのキャンベラ国際で優勝。公式戦10連勝となり、1月6日に更新されたATPランキングでは113位にランクインした。

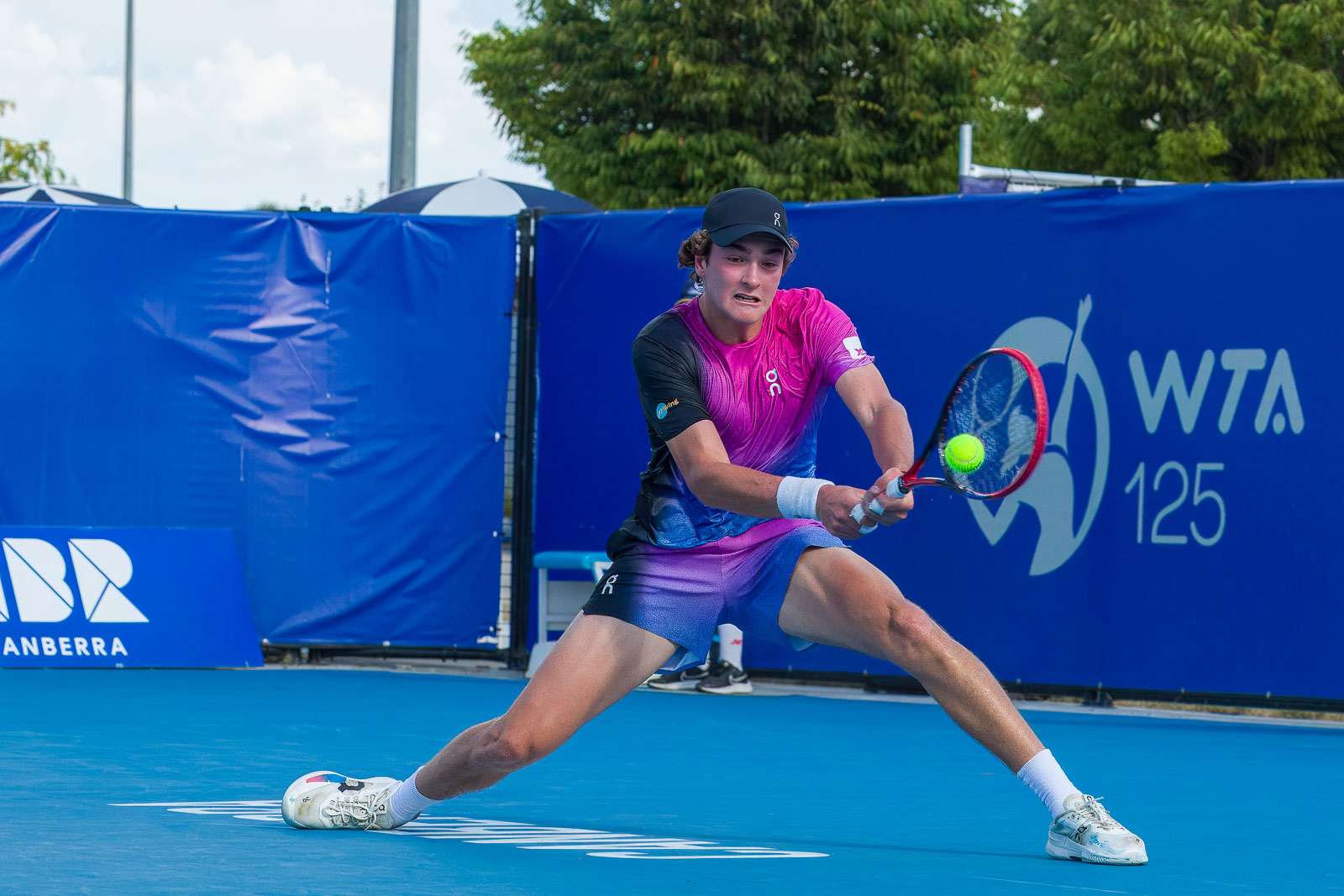
2025年キャンベラ国際でのフォンセカ

全豪オープン予選を勝ち抜きグランドスラム初出場を果たすと、1回戦でATPランキング9位のアンドレイ・ルブレフにストレート勝ちし、初出場初勝利を成し遂げた。
2月に開催されたアルゼンチン・オープンにて、2006年生まれの選手では初となるATPツアー決勝に進出。大会期間中に更新されたATPランキングで75位にランクインし、ブラジル人1位となった。決勝ではフランシスコ・セルンドロにストレート勝ちし、ATPツアー初優勝を成し遂げた。この活躍により、1年前の同時期には648位だったATPランキングを68位まで上げた。

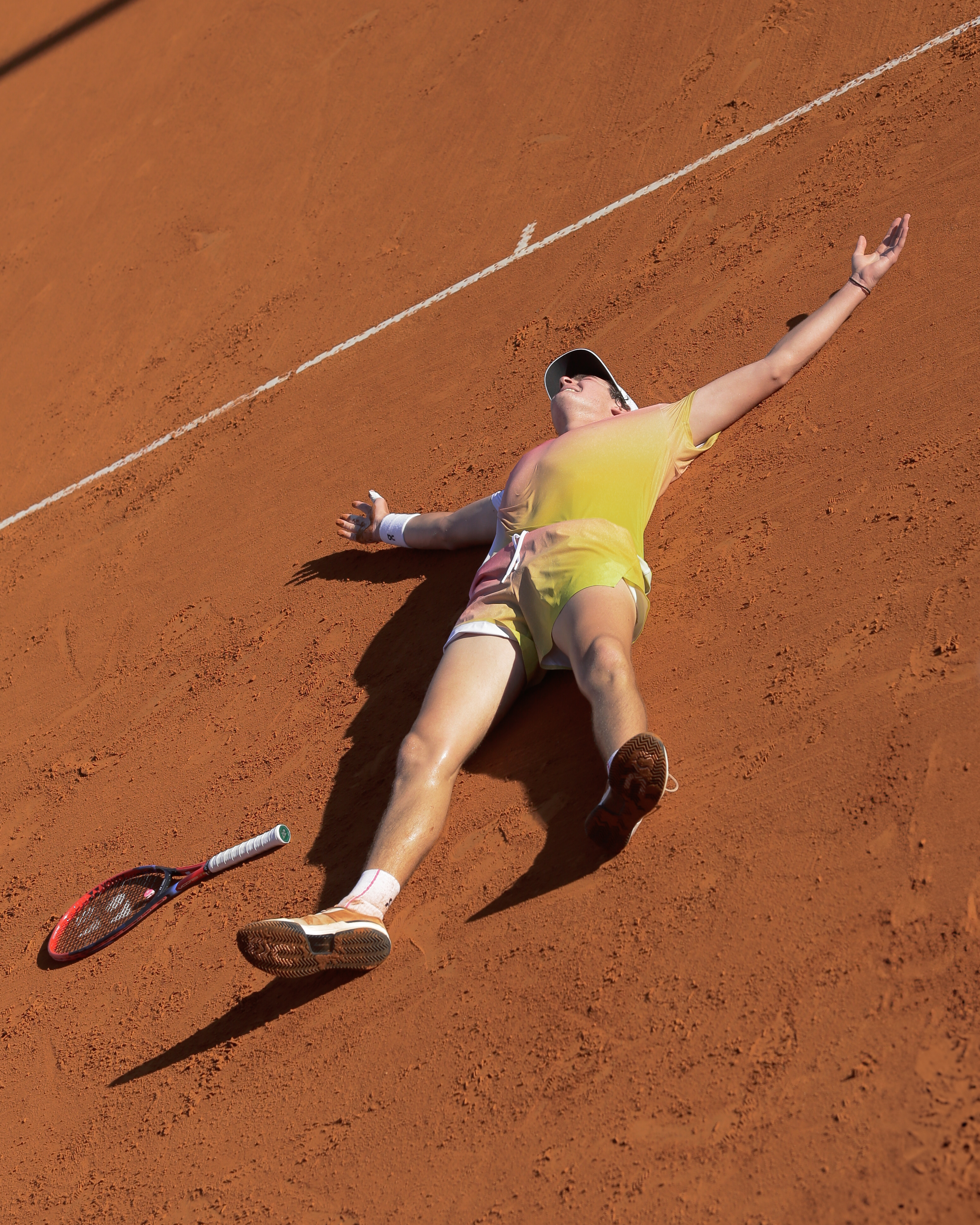
アルゼンチン・オープンでATPツアー初優勝し、コートに倒れ込むフォンセカ
(2025年)

地元開催となったリオ・オープンでは1回戦でアレクサンドル・ミュレールに敗れた。

## 成績
略語の説明
| W | F | SF | QF | #R | RR | Q# | LQ | A | Z# | PO | G | S | B | NMS | P | NH |

W=優勝, F=準優勝, SF=ベスト4, QF=ベスト8, #R=#回戦敗退, RR=ラウンドロビン敗退, Q#=予選#回戦敗退, LQ=予選敗退, A=大会不参加, Z#=デビスカップ/BJKカップ地域ゾーン, PO=デビスカップ/BJKカッププレーオフ, G=オリンピック金メダル, S=オリンピック銀メダル, B=オリンピック銅メダル, NMS=マスターズシリーズから降格, P=開催延期, NH=開催なし.

### シングルス

#### グランドスラム大会
| 大会           | 2023 | 2024 | 2025 | 通算成績 |
| -------------- | ---- | ---- | ---- | -------- |
| 全豪オープン   | A    | A    | 2R   | 1–1      |
| 全仏オープン   | A    | A    | 3R   | 2–1      |
| ウィンブルドン | A    | Q1   | 3R   | 2–1      |
| 全米オープン   | A    | Q3   |      | 0–0      |

#### 大会最高成績
| 大会                     | 成績 | 年         |
| ------------------------ | ---- | ---------- |
| ATPファイナルズ          | A    | 出場なし   |
| インディアンウェルズ     | 2R   | 2025       |
| マイアミ                 | 3R   | 2025       |
| モンテカルロ             | A    | 出場なし   |
| マドリード               | 2R   | 2024, 2025 |
| ローマ                   | 1R   | 2025       |
| カナダ                   | 1R   | 2025       |
| シンシナティ             | 3R   | 2025       |
| 上海                     | A    | 出場なし   |
| パリ                     | A    | 出場なし   |
| オリンピック             | A    | 出場なし   |
| デビスカップ             | A    | 出場なし   |
| Next Gen ATPファイナルズ | W    | 2024       |

## ATPツアー決勝進出結果

### シングルス：1回（1勝0敗）
| 大会グレード                    |
| グランドスラム (0–0)            |
| ATPファイナルズ (0–0)           |
| ATPツアー・マスターズ1000 (0–0) |
| オリンピック (0–0)              |
| ATPツアー500 (0–0)              |
| ATPツアー250 (1–0)              |

| サーフェス別タイトル |
| ハード (0–0)         |
| クレー (1–0)         |
| 芝 (0–0)             |

| 結果 | No. | 決勝日        | 大会             | サーフェス | 対戦相手                 | スコア        |
| ---- | --- | ------------- | ---------------- | ---------- | ------------------------ | ------------- |
| 優勝 | 1.  | 2025年2月16日 | ブエノスアイレス | クレー     | フランシスコ・セルンドロ | 6-4, 7-6(7-1) |

## 対トップ10勝利
| 年   | 2025 | 合計 |
| 勝利 | 1    | 1    |

| No.  | 対戦相手             | ランキング | 大会         | サーフェス | ラウンド | スコア                  | ランキング |
| ---- | -------------------- | ---------- | ------------ | ---------- | -------- | ----------------------- | ---------- |
| 2025 |                      |            |              |            |          |                         |            |
| 1.   | アンドレイ・ルブレフ | 9          | 全豪オープン | ハード     | 1R       | 7-6(7-1), 6-3, 7-6(7-5) | 112        |